# Fälttecken
Fälttecken, samlingsbegrepp för fanor och standar som används inom militären för att hålla samman och identifiera trupper i strid. Tidigare avsågs med fälttecken förutom fanor, standar, kommandotecken och baner även mer individuella artefakter som armbindlar, axelskärp med mera.

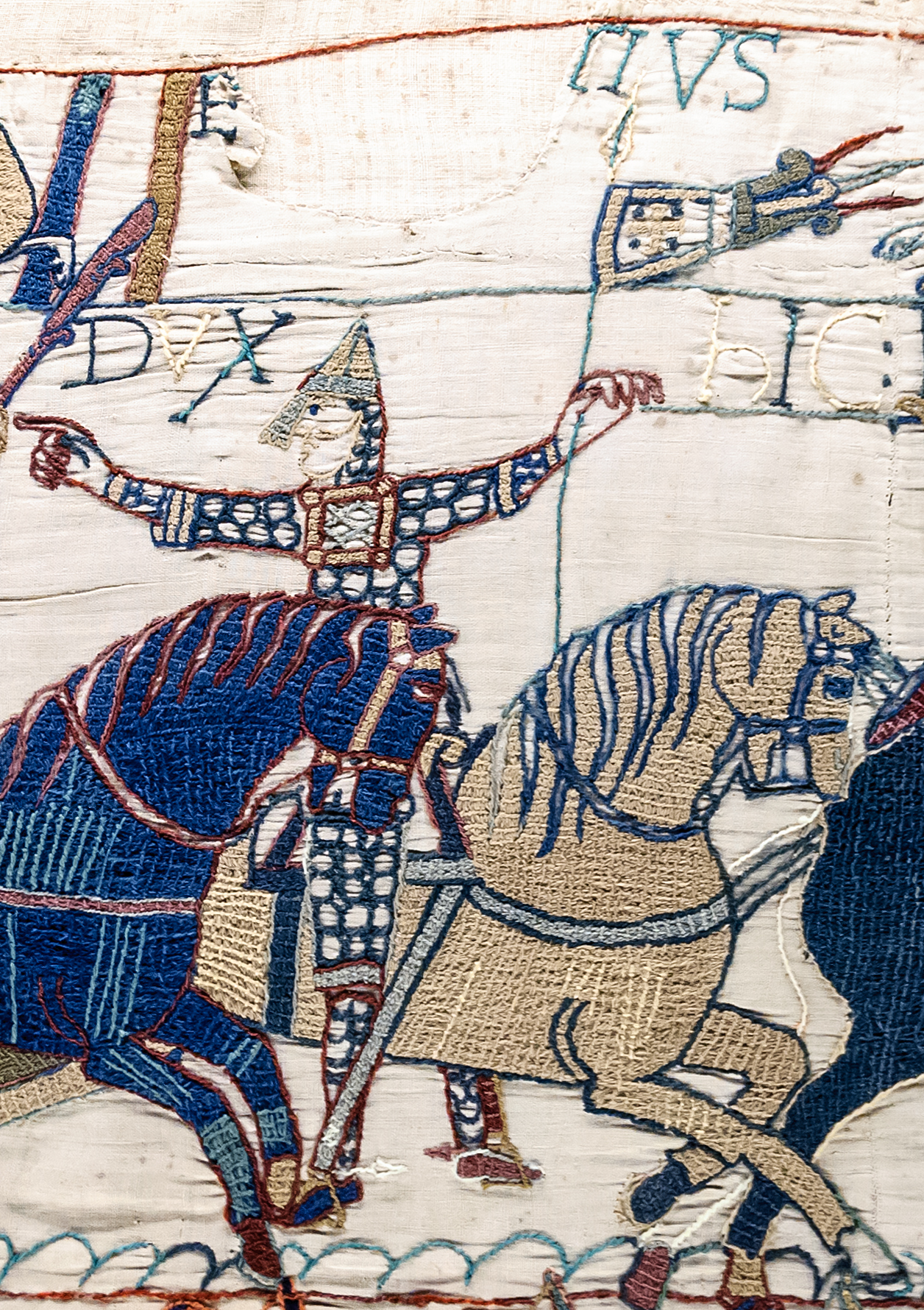
Bayeuxtapeten, 1000-talet
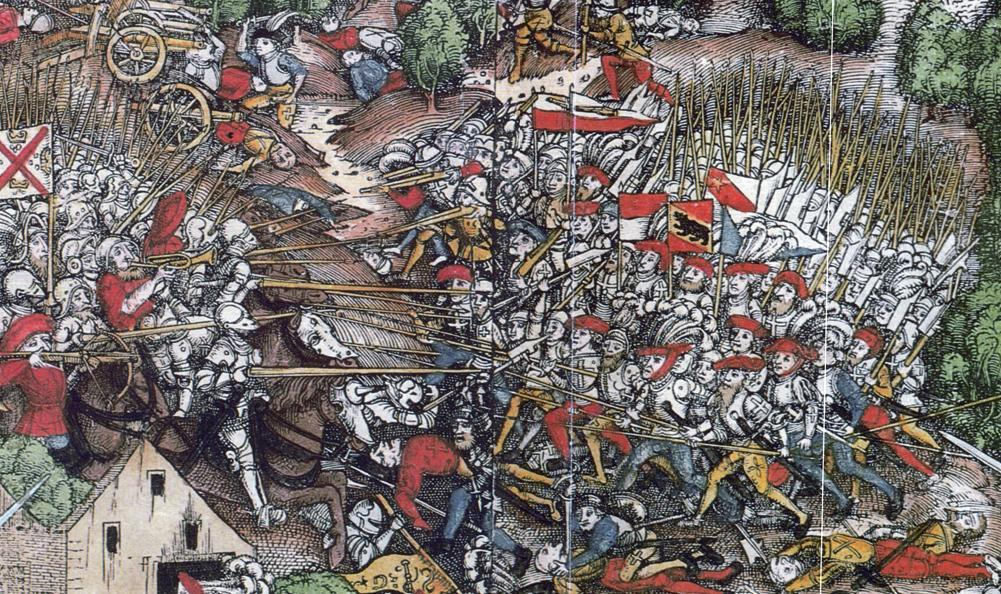
Slaget vid Dornach, 1499
Ryske presidentens kommandotecken
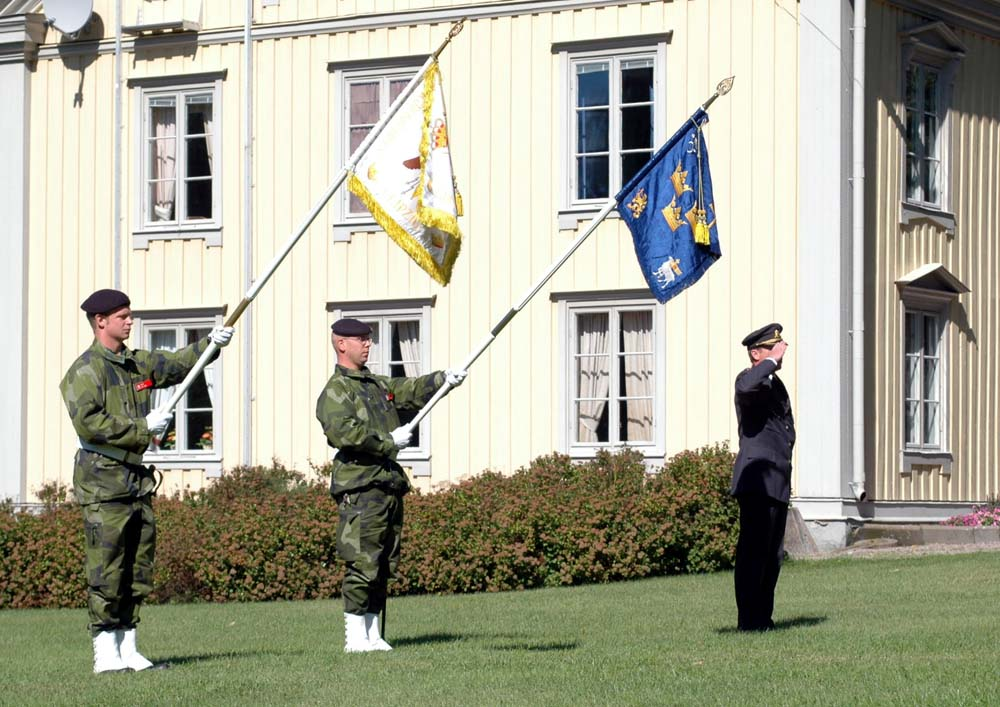
Artilleriregemente, 2007